# Island (Kentucky)
Pour les articles homonymes, voir Island.
Island est une ville américaine située dans le comté de McLean, dans le Kentucky. Selon le recensement de 2020, sa population est de 429 habitants.